# 二子坪
二子坪，位於台灣新北市淡水區水源里東部，是陽明山國家公園範圍內的景點，海拔約815公尺。該地區過去曾有民眾開墾，名為中興農場，國家公園成立後，改設置為二子坪遊憩區。

## 概述
二子坪在地形上為大屯主峰與二子山之間的凹地。該地區坡度平緩、地勢相對寬闊，其間有三個水池，並設有步道、木棧道、解說牌、涼亭、厠所等休憩設施。由於地處大屯山西側的背風面，經常會有雲霧籠罩，風景優美。再加上氣候溫和、林相多元，動、植物種類頗多，附近又有多座知名山峰，適合民眾從事登山、健行、賞景、觀察物種等活動。

## 遊客服務站
「二子坪遊客服務站」位於二子坪東北方，地處巴拉卡公路與大屯山車道的路口西南側，距離通往二子坪的舊產業道路（現禁止一般車輛通行）入口處僅約20公尺，行政區隸屬於新北市三芝區興華里。該服務站除了休憩基本設施外，亦提供展示、解說導覽（線上預約）、遊憩諮詢、免費手機充電及免費輪椅出借等服務；並設有販賣部，販售相關出版品、紀念品等。

## 二子坪步道
二子坪步道起點位於遊客服務站南側約20公尺處的大屯山車道叉路口，終點位於二子坪水池西側，全程約1.8公里。步道包括兩部分：其一為運用舊產業道路改建的碎石鋪面道路；其二為左側另加的水泥鋪設且全程無階梯步道，為全國首創、獨一無二的山區無障礙步道。由於步道平坦且開闊，自然旅行作家劉克襄形容其為「五星級步道」。再加上海拔高、遮蔭良好，已成為許多人心目中的避暑勝地。
二子坪步道為臺北大縱走第一段（捷運關渡站至二子坪遊客服務站）當中最後部分。

## 登山步道
二子坪位處群山之間，為鄰近多座山峰的登山據點。其中北邊的二子山登山步道並未納入管理，攀登者較少，其餘諸山峰常見攀登方式如下：
- 連登面天山、向天山：由二子坪出發直接走「面天山·向天山步道」即可，該步道路線為二子坪—面天山登山口—面天山—向天山—向天池—興福寮登山口，全長約4公里。[11]
- 連登大屯西峰、大屯南峰、大屯主峰：由二子坪出發，先前往面天坪，再於該處連接「大屯主峰·連峰步道」面天坪以東路段逆行即可。整條路線為二子坪—面天坪—大屯西峰—大屯南峰—大屯坪—大屯主峰—鞍部登山口，全長約5.3公里。[12]

## 交通
巴拉卡公路（市道101甲線—市區道路）是由新北市三芝區北新庄通往台北市北投區竹子湖東北部山腰地帶的道路，兩端分別連接市道101號與省道台2甲線。該道路經過二子坪遊客服務站，並設有隔路相對的兩座停車場，車輛可分別由淡水／三芝、士林、金山等地區前來此地。
在公共交通工具方面，公車108在二子坪遊客服務站前的一號停車場內設有站牌，全程車（陽明山遊園公車）及區間車（陽明山總站—二子坪）皆有停靠。